# Seznam králů Arnoru
Toto je seznam králů Arnoru (Severního království) ve fiktivním světě Středozemi od J. R. R. Tolkiena. Na linii arnorských králů později navázali vládci Arthedainu a po porážce Saurona obnovil Severní království král Elessar.

## Králové Severního království

### Elendil
Elendil (vláda 3320 - 3441 Druhého věku) syn Amandila, pána z pána Andúnië, jehož jméno v překladu znamená Přítel Elfů či Milovník hvězd, se narodil na Númenoru v roce 3119 Druhého věku. Jak Elendil, tak jeho synové Isildur i Anárion patřili k tzv. "Věrným", kteří jako jedni z mála obyvatel ostrova nepropadli temnotě a nadále potají chovali v úctě Valar a elfy.
Po pádu Númenoru uprchnul Elendil a jeho synové se svým lidem do Středozemě, kde v roce 3320 založili říše ve vyhnanství - Arnor a Gondor. Elendila a jeho lidu se ujal pán Lindonu Gil-galad. Elendil nechal vybudovat hlavní město Severního království Annúminas, odkud své říši vládl.
Po znovupovstání Saurona vedl Elendil Dúnadany společně s elfy do války posledního spojenectví. Spojenci porazili vojska Temného pána v bitvě na Dagorladu, načež jej sedm let obléhali v jeho pevnosti Barad-dûr. Při dlouhém obléhání zemřel Elendilův mladší syn Anárion. V roce 3441 pak z věže vyšel samotný Sauron, který v souboji usmrtil nejprve Gil-galada a vzápětí i arnorského Velekrále Elendila. Otcovu smrt pomstil jeho syn Isildur, který odebral Temnému pánu prsten a ujal se po jeho smrti vlády.

### Isildur
Isildur (vláda 3441 Druhého věku - 2 Třetího věku), byl nejstarším synem prvního velekrále Arnoru Elendila. Spolu s mladším bratrem Anárionem oba vyrůstali na Númenoru, odkud před jeho pádem uprchnuli do Středozemě, kde založili Říše ve vyhnanství. Isildur spolu s bratrem vládli v Jižním království - Gondoru. Isildur dal vystavět věž Minas Tirith a společně s Anárionem vládli z města Osgiliath.
Po znovupovstání Saurona se Isildur účastnil společného tažení elfů a lidí, které vojska Temného pána porazila v bitvě na Dagorladu a zatlačila jej do Barad-dûr. Při jejím obléhání padl Isildurův mladší bratr a následně byl Sauronem usmrcen i Velekrál elfů Gil-galad a Velekrál lidí Elendil. Isildurovi se podařilo otcovým zlomeným mečem Narsilem utít Temnému pánovi utít z ruky jeho prsten a jeho moc tak byla zlomena.
Proti radám Elronda a Círdana však Elendilův dědic Sauronův prsten nezničil a ponechal si jej. Při návratu na sever byl Isildur přepaden skřety z Mlžných hor a jeho lid byl zmasakrován v bitvě na Kosatcových polích. Velekrál byl při útěku, kdy se pokusil přeplavat Anduinu, objeven a usmrcen skřety. Prsten, který upustil, zůstal na dně Velké řeky ležet necelých dva a půl tisíce let.

### Valandil
Valandil (vláda 10 - 249 T. v.), jehož jméno v překladu znamená Přítel Valar, se narodil jako nejmladší z Isildurových synů v roce 3430 Druhého věku, tedy v roce kdy bylo uzavřeno Poslední spojenectví elfů a lidí. Při cestě do války s Temným pánem zanechal Isildur Valandila i s jeho matkou v Imladris. Z jihu se však Valandilův otec již nikdy nevrátil. Později do Roklinky dorazila zpráva o Isildurově smrti, přičemž spolu s ním v bitvě na Kosatcových polích zahynuli i všichni tři Valandilovi starší bratři. Dědicem otcova Severního království se tak Valandil stal v třinácti letech.
Na arnorský trůn usednul Valandil po dovršení dospělosti v roce 10 třetího věku. Přestal užívat titulu Velekrále. Zemřel v roce 249 a stal se tak nejdéle vládnoucím králem Arnoru či Gondoru. Jeho vláda trvala dlouhých 239 let. Po jeho smrti nastoupil na trůn jeho syn Eldacar.

### Eldacar
Eldacar (vláda 249 - 339 T. v.), jmenovec gondorského krále z 15. století třetího věku, byl synem krále Valandila. Severnímu království vládl devadesát let od otcovy smrti v roce 249 do roku 339, kdy zemřel a na jeho místo nastoupil jeho syn Arantar.

### Arantar
Arantar (vláda 339 - 435 T. v.) byl pátým arnorským králem, který vládl od smrti svého otce Eldacara v roce 339 do své smrti v roce 435. Na jeho místo nastoupil jeho syn Tarcil.

### Tarcil
Tarcil (vláda 435 - 515 T. v.) byl šestým arnorským králem, který vládl od smrti svého otce Arantara v roce 435 do své smrti v roce 515. Na jeho místo nastoupil jeho syn Tarodor.

### Tarodor
Tarodor (vláda 515 - 602 T. v.) byl sedmým arnorským králem, který vládl od smrti svého otce Tarcila v roce 515 do své smrti v roce 612. Na jeho místo nastoupil jeho syn Valandur.

### Valandur
Valandur (vláda 602 - 652 T. v.) byl osmým arnorským králem, který vládl od smrti svého otce Tarodora v roce 602 do své smrti v roce 652. Na jeho místo nastoupil jeho syn Elendur.

### Elendur
Elendur (vláda 652 - 777 T. v.) byl devátým arnorským králem, který vládl od smrti svého otce Valandura v roce 652 do své smrti v roce 777. Na jeho místo nastoupil jeho syn Eärendur.

### Eärendur
Eärendur (vláda 777 - 861 T. v.) byl desátým králem Severního království. Na trůn nastoupil po smrti svého otce Elendura v roce 777. Po jeho smrti došlo k sváru mezi jeho třemi syny (Amlaithem a budoucími prvními králi Cardolanu a Rhudauru) a Arnor byl v následné občanské válce rozdělen. Vznikla tak nezávislá a navzájem soupeřící království Arthedain, Cardolan a Rhudaur. 

## Králové Arthedainu

### Amlaith
Amlaith (vláda 861 - 946 T. v.) byl nejstarším synem desátého arnorského krále Eändura. Po otcově smrti došlo mezi ním a jeho mladšími bratry Thorondurem a Aldarionem k bojům o moc a po občanské válce byla říše rozdělena na samostatná království Arthedain, Rhudaur a Cardolan. Amlaith tak v roce 861 usednul na arthedainský trůn. Následné soupeření mezi bratry značně oslabilo severní Dúnadany. Amlaith zemřel v roce 946 a na jeho místo nastoupil jeho syn Beleg.

### Beleg
Beleg (vláda 946 - 1029 T. v.) byl druhým králem samostatného Arthedainu, který vládl od smrti svého otce Amlaitha v roce 946 do své smrti v roce 1029. Na jeho místo poté nastoupil jeho syn Mallor.

### Mallor
Mallor (vláda 1029 - 1110 T. v.) byl třetím králem Arthedainu, který vládl od smrti svého otce Belega v roce 1029 do své smrti v roce 1110. Na jeho poté místo nastoupil jeho syn Celepharn.

### Celepharn
Celepharn (vláda 1110 - 1191 T. v.) byl čtvrtým králem Arthedainu, který vládl od smrti svého otce Mallora v roce 1110 do své smrti v roce 1191. Na jeho místo poté nastoupil jeho syn Celebrindor.

### Celebrindor
Celebrindor (vláda 1191 - 1272 T. v.) byl pátým králem Arthedainu, který vládl od smrti svého otce Celepharna v roce 1191 do své smrti v roce 1272. Na jeho místo poté nastoupil jeho syn Malvegil.

### Malvegil
Malvegil (vláda 1272 - 1349 T. v.) byl šestým králem Arthedainu, který vládl od smrti svého otce Celebrindora v roce 1272 do své smrti v roce 1349. Na jeho místo poté nastoupil jeho syn Argeleb. Za jeho vlády přišlo do Arnoru zlo, neboť na severu okolo roku 1300 povstala čarodějná říše Angmar v jejímž čele stanul Pán nazgûlů. Ten všechna tři království napadnul, přičemž využil slabosti severních Dúnadanů a jejich vzájemných rozporů.

### Argeleb
Argeleb (vláda 1349 - 1356 T. v.) byl sedmým králem Arthedainu, který vládl od smrti svého otce Malvegila v roce 1349 do své smrti v roce 1356. Na jeho místo poté nastoupil jeho syn Arveleg. Argeleb začal opět užívat titul král Arnoru, neboť tehdy v Cardolanu i Rhudauru vymřeli vládnoucí linie Isildurových potomků. Argeleb, jehož autoritu vládci Cardolanu respektovali, nechal proti nepřátelskému Rhudauru a zrůdám z Angmaru opevnit Větrovské vrchy, krátce na to však padnul v bitvě.

### Arveleg
Arveleg (vláda 1356 - 1409 T. v.) byl synem Argeleba, který opětovně začal užívat titulu král Arnoru. Arveleg jako dvanáctý král Severního království vládl od smrti svého otce Argeleba v roce 1356 do své smrti v roce 1409. Vláda Arvelega byla charakteristická pokračujícími boji s rhudaurskými horaly a angmarskými skřety a zlými lidmi o Větrovské vrchy, které tvořily opevněnou hranici království. V roce 1409 oblehlo vojsko Angmaru pevnost Větrov, při jejíž neúspěšné obraně padl i král Arveleg. Na jeho místo poté nastoupil jeho nedospělý syn Araphor.

### Araphor
Araphor (vláda 1409 - 1589 T. v.) byl třináctý král Arnoru, který nastoupil na trůn po smrti svého otce, který zemřel při dobytí Větrova v roce 1409. Nedospělý, avšak statečný Araphor s Círdanovou pomocí odrazil angmarská vojska obléhající Fornost a zcela je vytlačil z Arthedainu. Zemřel roku 1589 a na jeho místo nastoupil jeho syn Argeleb II.

### Argeleb II.
Argeleb II. (vláda 1589 - 1670 T. v.) byl čtrnáctý král Arnoru, který nastoupil na trůn po smrti svého otce v roce 1589. Za jeho vlády přišel do Eriadoru mor z jihovýchodu, který zcela zdecimoval a vylidnil oblast Cardolanu. Král, jehož země byla touto ranou citelně oslabena, zemřel roku 1670 a na jeho místo nastoupil jeho syn Arvegil.

### Arvegil
Arvegil (vláda 1670 - 1743 T. v.) byl patnáctý král Arnoru, který nastoupil na trůn po smrti svého otce v roce 1670. Zemřel roku 1743 a na jeho místo nastoupil jeho syn Arveleg II.

### Arveleg II.
Arveleg II. (vláda 1743 - 1813 T. v.) byl šestnáctý král Arnoru, který nastoupil na trůn po smrti svého otce v roce 1743. Zemřel roku 1813 a na jeho místo nastoupil jeho syn Araval.

### Araval
Araval (vláda 1813 - 1891 T. v.) byl sedmnáctý král Arnoru, který nastoupil na trůn po smrti svého otce v roce 1813. Zemřel roku 1891 a na jeho místo nastoupil jeho syn Araphant.

### Araphant
Araphant (vláda 1891 - 1964 T. v.) byl osmnáctý král Arnoru, který nastoupil na trůn po smrti svého otce v roce 1891. Po proroctví věštce Malbetha pojmenoval svého syna, který se narodil v roce 1864, Arvedui čili Poslední král. Za Araphantovy vlády Severní království znovu navázalo kontakt s Gondorem, neboť obě říše si tehdy uvědomily, že stojí proti společnému nepříteli. Princ Arvedui dostal za manželku gondorskou princeznu Fíriel. Araphant zemřel roku 1946 a na trůn po něm nastoupil jeho syn Arvedui.

### Arvedui
Arvedui (vláda 1964 - 1975 T. v.), jehož jméno znamená Poslední král, byl devatenáctým a posledním králem Arthedainu a Arnoru. Princ se narodil v roce 1864 a jméno od otce Araphanta dostal po vynesení proroctví věštce Malbetha. Za manželku dostal princ Arvedui Fíriel, dceru gondorského krále Ondohera a roku 1938 se jim narodil syn Aranarth.
Sauronova moc však znovu zesílila a v roce 1944 byl při velkém útoku Vozatajů na Gondor zabit král Ondoher i všichni jeho synové. Arvedui tehdy vznesl nárok na uprázdněný gondorský trůn. Měl na něj právo jako přímý Isildurův potomek a navíc manžel poslední dcery krále Ondohera. Gondorská rada v čele se správcem Pelendurem však tento nárok zamítla a korunu získal gondorský kapitán Eärnil II. z Anárionova rodu. Arvedui neměl prostředky ani chuť stavět se proti gondorským a tak na svém nároku netrval. Přesto však jeho potomci na tento nárok nikdy nezapomněli.
V roce 1974 však opět nebývale vzrostla moc Angmaru a ještě té zimy Černokněžný král se svým vojskem napadnul Arthedain. Dúnadani byli poraženi a pevnost Fornost padla. Většina přeživších utekla za řeku Lhûn, avšak král Arvedui s částí své stráže uprchnul na sever. Skrýval se ve starých trpasličích dolech, nakonec však musel hledat pomoc u Lossothů - Sněžných lidí, kteří žijí na zamrzlém mysu Forochel. Jakmile se Círdan doslechl o králově útěku na sever, vyslal k mysu Forochel záchrannou loď, která Arveduiho a několik posledních přeživších skutečně objevila. Arvedui za záchranu věnoval náčelníkovi Lossothů svůj prsten a proti jeho radám nasednul na Círdanovu loď. Vichr nahnal loď i s nešťastníky na ledovou hradbu, ta nápor nevydržela a potopila se. Tak zahynul poslední král Arnoru a Arthedainu Arvedui a ním na dno moře klesly i palantíry z Annúminasu a Amon Sûlu. Zpráva o králově smrti se na jih dostala až po dlouhé době. 
Isildurova linie pokračovala v krvi náčelníků Dúnadanů dalších tisíc let třetího věku, než královskou linii obnovil Aragorn II.

## Králové Obnoveného království

### Aragorn Elessar
Aragorn (vláda 3019 Třetího věku - 120 Čtvrtého věku) syn dúnadanského náčelníka Arathorna II. a jeho ženy Gilraen, byl posledním náčelníkem Dúnadanů, který obnovil království a stal se tak opět králem Arnoru i Gondoru. Narodil se roku 2931 a po brzké otcově smrti byl vychováván Elrondem v Roklince.
Po dosažení dospělosti se stal vůdcem Hraničářů střežících hranice Kraje a rovněž sloužil ve službách rohanského krále Thengela a gondorského správce Ectheliona II. Stal se členem a po smrti čaroděje Gandalfa vůdcem Společenstva prstenu. Po jeho rozpadnutí před Rauroským vodopádem pronásledoval skřety, kteří unesli půlčíky Smíška s Pipinem. Účastnil se vítězné bitvy v Helmově žlebu, prošel Stezkami mrtvých ke Kameni Erech, odkud přivedl armádu mrtvých do bitvy na Pelennorských polích. Poté vedl gondorské a rohanské vojsko k Černé bráně, kde spojenci úspěšně čelili přesile vojsk Temného pána.
Po pádu Saurona byl Aragorn v roce 3019 T. v. korunován na krále Elessara a stal se tak dvacátým králem Arnoru, třicátým pátým králem Gondoru a zároveň prvním z Velkých králů Obnoveného království. Za ženu si vzal Elrondovu dceru Arwen s níž se mu narodil jeho syn Eldarion. Aragornova vláda byla charakteristická rozkvětem říše a obnovením její starobylé moci. Po jeho smrti v roce 120 Čtvrtého věku nastoupil na jeho místo jeho syn Eldarion.

### Eldarion
Eldarion (vláda 120 Čtvrtého věku - ?) syn krále Elessara, nastoupil na otcovo místo po jeho smrti v roce 120 Čtvrtého věku. Stal se tak druhým králem Obnoveného království.